# Euphorbia brakdamensis
Euphorbia brakdamensis ist eine Pflanzenart aus der Gattung Wolfsmilch (Euphorbia) in der Familie der Wolfsmilchgewächse (Euphorbiaceae).

## Beschreibung
Die sukkulente Euphorbia brakdamensis bildet kleine Sträucher bis 20 Zentimeter Höhe aus, die an der Spitze des Haupttriebes viele Verzweigungen ausbilden. Die Wuchsform ist polsterartig. Die einfachen oder verzweigten Triebe werden bis 12,5 Zentimeter lang und 1 Zentimeter dick. Sie sind durch hervortretende und verlängerte Warzen gemustert. Die Warzen werden bis 8 Millimeter lang und 2 Millimeter breit. Die linealischen Blätter stehen aufrecht und werden bis 2,5 Zentimeter lang.
Der Blütenstand wird durch einzelne und aufrechte Cymen gebildet, die an 2,5 bis 5,5 Zentimeter langen Stielen stehen. An den Stielen entwickeln sich vier bis sechs kurzlebige Tragblätter, die bis 5 Millimeter unterhalb der 9 Millimeter großen Cyathien gehen. Die einzeln stehenden Nektardrüsen besitzen an den Rändern zwei bis vier linealische und zurückgebogene Anhängsel, die bis 1 Millimeter lang werden. Der sitzende Fruchtknoten ist nur wenig behaart. Über die Früchte und Samen ist nichts bekannt.

## Verbreitung und Systematik
Euphorbia brakdamensis ist in der südafrikanischen Provinz Nordkap im Namaqualand verbreitet.
Die Erstbeschreibung der Art erfolgte 1915 durch Nicholas Edward Brown. Die Art ist eventuell nur eine Form von Euphorbia filiflora.